# Petkim Spor Kulübü
O Petkim Spor Kulübü, conhecido também como Socar Petkim Spor em razão de patrocinadores, é um clube de basquetebol baseado em Esmirna, Turquia que atualmente disputa a TBL. Manda seus jogos no Ginásio Esportivo Enka com capacidade para 3.000 espectadores.

## Histórico de Temporadas
| Temporada | Nível | Liga | Pos. | J     | PL  | Resultado         |
| --------- | ----- | ---- | ---- | ----- | --- | ----------------- |
| 2013-14   | 3     | TB3L | 1    | 8-2   |     | Promovido         |
| 2014-15   | 2     | TB2L | 10   | 16-18 |     |                   |
| 2015-16   | 2     | TBL  | 7    | 18-16 | 0-3 | Quartas de finais |
| 2016-17   | 2     | TBL  | 3    | 27-7  | 2-3 | Quartas de finais |
| 2017-18   | 2     | TBL  |      |       |     |                   |

- fonte:eurobasket.com